# Рудхане (Рудбар)
Рудхане (перс. رودخانه) — село в Ірані, у дегестані Дештвейл, у бахші Рахматабад-о-Блукат, шагрестані Рудбар остану Ґілян. За даними перепису 2006 року, його населення становило 109 осіб, що проживали у складі 34 сімей.

## Клімат
Середня річна температура становить 13,56°C, середня максимальна – 27,16°C, а середня мінімальна – -0,27°C. Середня річна кількість опадів – 584 мм.
| Клімат поселення                              | Клімат поселення | Клімат поселення | Клімат поселення | Клімат поселення | Клімат поселення | Клімат поселення | Клімат поселення | Клімат поселення | Клімат поселення | Клімат поселення | Клімат поселення | Клімат поселення | Клімат поселення |
| Показник                                      | Січ.             | Лют.             | Бер.             | Квіт.            | Трав.            | Черв.            | Лип.             | Серп.            | Вер.             | Жовт.            | Лист.            | Груд.            |                  |
| Середній максимум, °C                         | 10,79            | 10,70            | 11,91            | 17,07            | 20,89            | 25,67            | 27,16            | 27,16            | 23,40            | 20,40            | 15,98            | 11,64            |                  |
| Середня температура, °C                       | 5,30             | 5,20             | 6,44             | 11,59            | 15,39            | 20,18            | 22,64            | 22,63            | 18,87            | 15,86            | 11,45            | 7,13             |                  |
| Середній мінімум, °C                          | −0,18            | −0,27            | 0,94             | 6,11             | 9,91             | 14,68            | 18,10            | 18,10            | 14,35            | 11,35            | 6,92             | 2,59             |                  |
| Норма опадів, мм                              | 53               | 47               | 71               | 59               | 32               | 17               | 18               | 22               | 41               | 67               | 73               | 84               |                  |
| Середньомісячна швидкість вітру, м/с          | 2.16             | 2.60             | 2.58             | 2.58             | 2.32             | 2.34             | 2.40             | 2.20             | 2.03             | 1.87             | 2.00             | 2.11             |                  |
| Середньомісячна сонячна радіація, кДж/м²·день | 7434             | 9735             | 11883            | 16187            | 20205            | 22518            | 22722            | 19620            | 16482            | 11750            | 9101             | 7186             |                  |
| --------------------------------------------- | ---------------- | ---------------- | ---------------- | ---------------- | ---------------- | ---------------- | ---------------- | ---------------- | ---------------- | ---------------- | ---------------- | ---------------- | ---------------- |
| Джерело:                                      |                  |                  |                  |                  |                  |                  |                  |                  |                  |                  |                  |                  |                  |